# Březnice (nádraží)
Březnice je železniční stanice ve východní části stejnojmenného města v okrese Příbram ve Středočeském kraji nedaleko řeky Skalice. Leží na neelektrifikovaných tratích Zdice–Protivín, Březnice–Strakonice a Březnice – Rožmitál pod Třemšínem.

## Historie
Stanice byla vybudována jakožto součást projektu společnosti Rakovnicko-protivínská dráha (RPD) spojující Protivín (napojení na Dráhu císaře Františka Josefa z České Budějovice do Plzně, trať 190) a Písek s železnicí do Prahy, na kterou se dráha napojuje ve Zdicích. Stanice vznikla podle typizovaného stavebního návrhu. 20. prosince 1875 byl s místním nádražím uveden do provozu celý nový úsek trasy z Protivína do Zdic, kterýmžto směrem roku 1876 pokračovala přes Beroun a Nižbor do Rakovníka. Ústřední postavou této stavby byl místní rodák Ing. Jan Muzika.
Dne 11. června 1899 pak projekt společnosti Místní dráha Strakonice-Blatná-Březnice spojil Strakonice s Březnicí a byl zahájen pravidelný provoz až do Rožmitálu pod Třemšínem, zajišťovaný společností Císařsko-královské státní dráhy (kkStB). Rakovnicko-Protivínská dráha byla roku 1918 začleněna do sítě ČSD. Místní dráha Strakonice – Blatná – Březnice byla zestátněna roku 1925.
Stará nádražní budova byla stržena v polovině 90. let 20. století, svému účelu slouží nová budova nádraží z 2. poloviny 20. století.

## Popis
Stanicí prochází neelektrizovaná jednokolejná trať. Nacházejí se zde čtyři úrovňová nástupiště, z toho jedno ostrovní, jedno jednostranné, jedno oboustranné a jedno vnější. K příchodu na nástupiště (kromě vnějšího) slouží přechod přes koleje.